# Дерби на Милано
Дербито на Света Дева Мария (на италиански: Derby della Madonnina) или както още го наричат Дербито на Милано (на италиански: Derby di Milano) е футболен мач между отборите на италианските Интер и Милан. Нарича се така в чест на най-голямата забележителност в Милано, статуята на Дева Мария, намираща се на върха на катедралата Дуомо, известна като „Мадонина“.
Едно от най-гледаните футболни дербита в световен мащаб, а заедно с Римското и Торинското дерби се считат за най-важните и интересни съперничества на градски врагове в Италия.

## История
На 13 декември 1899 г. Алфред Едуардс и други основават Миланския крикет и футболен клуб. Едуардс, бивш британски вицеконсул в Милано и известна личност сред миланското висше общество, е първият избран президент на клуба. Първоначално клубът включва отбор по крикет, управляван от Едуард Бера, и футболен отбор, управляван от Дейвид Алисън. Милан скоро печели популярност под ръководството на Хърбърт Килпин. Първият трофей, който трябва да бъде спечелен е Медалия дел Ре („Медал на краля“) през януари 1900 г., а отборът по-късно печели три шампионата през 1901, 1906 и 1907 г. Триумфът от 1901 г. е особено важен, защото слага край на последователната серия от победи на Дженоа, който е единственият отбор, който е спечелил титлата преди 1901 г. На 9 март 1908 г. издаването на документи за подписване на чуждестранни играчи довежда до отделяне на част от Милан и основаването на футболния клуб Интер.
Първият дерби мач между двата милански съперника се провежда на финала на Купата Киасо от 1908 г., футболен турнир, който се провежда в Кантон Тичино, Швейцария, на 18 октомври същата година, а „росонерите“ печелят с 2:1.
През 1960-те години, дербито на Милано изправя две големи звезди на италианския футбол лице в лице. Един от най-представителните играчи на Интер е Сандро Мацола, син на бившия играч от Великият Торино Валентино Мацола, който заедно с повечето от съотборниците му в Торино загива при катастрофата в Суперга през 1949 г., след като доминира в Серия А в продължение на четири сезона. Неговият съперник от Милан е Джани Ривера, наречен „Златното момче“ заради таланта си. В тази епоха се наблюдават брилянтни дерби мачове и нарастващо съперничество: докато Милан спечелва европейската купа през сезон 1962/63 г., Интер повтаря този успех в следващите години. Милан отново печели титлата през 1968/69. През този успешен период и за двата отбора, Милан е воден от Нерео Роко, а Интер от Еленио Ерера, като и двамата са треньори на много известни играчи. Съперничеството продължава в италианския национален отбор, където двама играчи от миланските отбори често не играят заедно, като един от тях обикновено е заменян от другия на полувремето. Ревера в крайна сметка загубва титулярното си място, за сметка на Мацола във финала на световното първенство от 1970 г. срещу Бразилия, в който Италия е победена с 4:1 от южноамериканците.
Вероятно най-великата ера на Милан е в края на 1980-те години и продължава до средата на 1990-те години. Често наричан като най-великият отбор на Милан, спечелил купата на европейските шампиони през 1989 г., ръководен от Ариго Сачи, където играят легендарните играчи на Милан, Марко ван Бастен, Рууд Гулит и Франк Рийкард. Доминирането на Милан, както в страната, така и в международен мащаб, им носи четири титли в Серия А и три европейски купи между 1989 и 1996 г. През това време Интер завършва на второ място през сезон 1992/93 (зад Милан) и печели две купи на УЕФА.
Дългото чакане за титла, започва след 1989 г., и най-накрая свършва през 2006 г., когато корупционният скандал „Калчополи“ отнема титлата от Ювентус за сезон 2005/06 (и приспада точки от крайното класиране на Милан) и я присъжда на Интер, завършил трети след Ювентус и Милан. Това се смята за противоречиво решение от мнозина, които считат, че те не бива да бъде давана на друг отбор. Интер спечелва титлата от Серия А за сезон 2006/07 в сезон, в който Ювентус е изхвърлен в Серия Б, а Милан като наказание, започва сезона с отрицателен брой точки. Кампанията на Интер включва рекорден брой от 17 поредни победи и победи в двете дербита срещу Милан. По време на същия сезон, обаче, Милан печели седмата си Европейска купа / Шампионска лига, побеждавайки Ливърпул на финала в Атина. След като италианската лига се възстановява от последствията от скандала за уреждане на мачове, Интер продължава да доминира, спечелвайки всеки сезон до 2009/10, в който си осигурява титлата в последния кръг. През този сезон Интер също става първият италиански отбор, който печели требъл. Освен Скудето, Интер печели Копа Италия и първата си титла в Шампионската лига от 1965 г. насам. През следващия сезон обаче, Милан с привличането на няколко класни играчи, включително бившия нападател на Интер Златан Ибрахимович, печели Скудето, оглавявайки класирането от началото на ноември до края на сезона. През този сезон Милан печели и двата дерби мача, като запазва суха мрежа.
От 2011 г. и двата отбора в Милано изостават от Ювентус в Серия А, с девето място за Интер от 2012/13 и трудна кампания за Милан през 2014/15, завършили десети. Въпреки това, Интер е по-добрият от двата отбора в дербито, с четири победи, една загуба и три равенства.

## Рекорди

### Най-много голове
- 11 гола на 6 ноември 1949 г. Интер 6:5 Милан
- 9 гола на 6 ноември 1932 г. Интер 5:4 Милан

### Най-големи победи за Интер
- Милан 0:5 Интер на 6 февруари 1910 г.
- Интер 5:1 Милан на 27 февруари 1910 г.
- Интер 5:2 Милан на 22 февруари 1914 г.
- Интер 5:4 Милан на 6 ноември 1932 г.
- Интер 6:5 Милан на 6 ноември 1949 г.
- Интер 5:2 Милан на 28 март 1965 г.
- Интер 4:0 Милан на 2 април 1967 г.
- Милан 1:5 Интер на 24 март 1974 г.
- Милан 0:4 Интер на 29 август 2009 г.

### Най-големи победи за Милан
- Милан 6:3 Интер на 30 април 1911 г.
- Милан 5:3 Интер на 27 март 1960 г.
- Милан 5:0 Интер на 8 януари 1998 г. в Копа Италия
- Интер 0:6 Милан на 11 май 2001 г.

## Статистика
Последна актуализация: 11 февруари 2020

|                                             | Мачове | Победи за Интер | Равенства | Победи за Милан | Голове за Интер | Голове за Милан |
| Първи шампионати (1898 – 1929, 1945 – 1946) | 22     | 8               | 3         | 11              | 40              | 36              |
| Серия А (от 1929 г.)                        | 172    | 66              | 55        | 51              | 242             | 221             |
| Шампионат                                   | 194    | 74              | 58        | 62              | 282             | 257             |
| Кампионато Алта Италия                      | 2      | 1               | 0         | 1               | 3               | 3               |
| Копа Италия                                 | 24     | 7               | 7         | 10              | 22              | 33              |
| Суперкопа Италиана                          | 1      | 0               | 0         | 1               | 1               | 2               |
| УЕФА Шампионска лига                        | 4      | 0               | 2         | 2               | 1               | 6               |
| Официални мачове                            | 225    | 82              | 67        | 76              | 309             | 301             |

## Голмайстори
Футболисти, отбелязали повече от 6 гола в официален мач.
| Място         | Име                | Отбор                 | Голове |
| ------------- | ------------------ | --------------------- | ------ |
| 1             | Андрий Шевченко    | Милан                 | 14     |
| 2             | Джузепе Меаца      | Интер (12), Милан (1) | 13     |
| 3             | Гунар Нордал       | Милан                 | 11     |
| 3             | Ищван Нерш         | Интер                 | 11     |
| 5             | Енрико Кандиани    | Интер (7), Милан (3)  | 10     |
| 6             | Жозе Алтафини      | Милан                 | 7      |
| 6             | Алесандро Алтобели | Интер                 | 7      |
| 6             | Роберто Бонинсеня  | Интер                 | 7      |
| 6             | Златан Ибрахимович | Интер (2), Милан (5)  | 7      |
| 6             | Бенито Лоренци     | Интер                 | 7      |
| Луис ван Хеге | Милан              |                       | 7      |
| 11            | Алдо Бофи          | Милан                 | 6      |
| 11            | Алдо Чевенини      | Милан (4), Интер (2)  | 6      |
| 11            | Атилио Демария     | Интер                 | 6      |
| 11            | Сандро Мацола      | Интер                 | 6      |
| 11            | Диего Милито       | Интер                 | 6      |
| 11            | Пиетро Серантони   | Интер                 | 6      |

## Футболисти, играли и за двата отбора
Заб.: Мачове и голове само за първенство

### От Интер в Милан
| Име                | Позиция | Интер       | Интер  | Интер  | Милан       | Милан  | Милан  |
| Име                | Позиция | Кариера     | Мачове | Голове | Кариера     | Мачове | Голове |
| ------------------ | ------- | ----------- | ------ | ------ | ----------- | ------ | ------ |
| Джузепе Меаца      | Н       | 1927 – 1940 | 348    | 241    | 1940 – 1942 | 37     | 9      |
| Джузепе Меаца      | Н       | 1946 – 1947 | 17     | 2      |             |        |        |
| Алдо Бет           | З       | 1967 – 1968 | 8      | 0      | 1974 – 1981 | 144    | 0      |
| Алдо Серена        | Н       | 1978 – 1981 | 2      | 1      |             |        |        |
| Алдо Серена        | Н       | 1981 – 1983 | 21     | 2      | 1982 – 1983 | 20     | 8      |
| Алдо Серена        | Н       | 1983 – 1985 | 28     | 8      |             |        |        |
| Алдо Серена        | Н       | 1987 – 1991 | 114    | 45     |             |        |        |
| Маурицио Ганц      | Н       | 1995 – 1997 | 68     | 26     | 1998 – 2001 | 40     | 9      |
| Тарибо Уест        | З       | 1997 – 1999 | 44     | 1      | 2000 – 2001 | 4      | 1      |
| Роналдо            | Н       | 1997 – 2002 | 68     | 49     | 2007 – 2008 | 20     | 9      |
| Андреа Пирло       | П       | 1998 – 2001 | 22     | 0      | 2001 – 2011 | 284    | 32     |
| Дарио Шимич        | З       | 1999 – 2002 | 66     | 3      | 2002 – 2008 | 82     | 1      |
| Кристиан Виери     | Н       | 1999 – 2005 | 143    | 103    | 2005 – 2006 | 8      | 1      |
| Кларънс Сеедорф    | П       | 2000 – 2002 | 64     | 8      | 2002 – 2012 | 300    | 47     |
| Ернан Креспо       | Н       | 2002 – 2003 | 18     | 7      | 2004 – 2005 | 28     | 11     |
| Ернан Креспо       | Н       | 2006 – 2008 | 49     | 18     |             |        |        |
| Ернан Креспо       | Н       | 2008 – 2009 | 14     | 2      |             |        |        |
| Джузепе Фавали     | З       | 2004 – 2006 | 49     | 0      | 2006 – 2010 | 75     | 2      |
| Златан Ибрахимович | Н       | 2006 – 2009 | 88     | 57     | 2010 – 2011 | 29     | 14     |
| Златан Ибрахимович | Н       |             |        |        | 2011 – 2012 | 32     | 28     |
| Марио Балотели     | Н       | 2007 – 2010 | 59     | 20     | 2013 – 2014 | 43     | 26     |
| Марио Балотели     | Н       |             |        |        | 2015 – 2016 | 20     | 1      |
| Мансини            | Н       | 2008 – 2010 | 26     | 1      | 2010        | 7      | 0      |
| Съли Мунтари       | П       | 2008 – 2012 | 66     | 7      | 2012        | 13     | 3      |
| Съли Мунтари       | П       |             |        |        | 2012 – 2015 | 57     | 8      |
| Джампаоло Пацини   | Н       | 2011 – 2012 | 50     | 16     | 2012 – 2015 | 74     | 21     |
| Андреа Поли        | П       | 2011 – 2012 | 18     | 0      | 2013 – 2017 | 90     | 3      |
| Матиас Силвестре   | З       | 2012 – 2015 | 9      | 0      | 2013 – 2014 | 4      | 1      |
| Леонардо Бонучи    | З       | 2005 – 2006 | 1      | 0      |             |        |        |
| Леонардо Бонучи    | З       | 2006 – 2007 | 0      | 0      | 2017–       |        |        |

### От Милан в Интер
| Име                    | Позиция | Милан        | Милан  | Милан  | Интер       | Интер  | Интер  |
| Име                    | Позиция | Кариера      | Мачове | Голове | Кариера     | Мачове | Голове |
| ---------------------- | ------- | ------------ | ------ | ------ | ----------- | ------ | ------ |
| Луиджи Кавенини        | Н       | 1911 – 1912  | 1      | 1      | 1912 – 1915 | 55     | 63     |
| Луиджи Кавенини        | Н       | 1915 – 1919  | 7      | 5      | 1919 – 1921 | 40     | 54     |
| Луиджи Кавенини        | Н       |              |        |        | 1922 – 1927 | 94     | 42     |
| Лоренцо Буфон          | В       | 1949 – 1959  | 277    | 0      | 1960 – 1963 | 79     | 0      |
| Фулвио Коловати        | З       | 1976 – 1982  | 158    | 4      | 1982 – 1986 | 109    | 3      |
| Франческо Толдо        | В       | 1990 – 1993  | 0      | 0      | 2001 – 2010 | 148    | 0      |
| Кристиан Панучи        | З       | 1993 – 1996  | 89     | 9      | 1999 – 2001 | 26     | 1      |
| Кристиан Броки         | П       | 1994 – 1998  | 0      | 0      | 2000 – 2001 | 15     | 1      |
| Кристиан Броки         | П       | 2001 – 2008  | 99     | 4      |             |        |        |
| Роберто Баджо          | Н       | 1995 – 1997  | 51     | 12     | 1998 – 2000 | 41     | 9      |
| Франческо Коко         | З       | 1995 – 2002  | 56     | 2      | 2002 – 2007 | 26     | 0      |
| Едгар Давидс           | П       | 1996 – 10997 | 19     | 0      | 2004 – 2005 | 14     | 0      |
| Патрик Виейра          | П       | 1995 – 1996  | 2      | 0      | 2006 – 2010 | 67     | 6      |
| Андрес Гюлиелминпиетро | П       | 1998 – 2001  | 57     | 6      | 2001 – 2004 | 30     | 0      |
| Томас Хелвег           | З       | 1998 – 2003  | 105    | 0      | 2003 – 2004 | 23     | 0      |
| Дражен Бърнчич         | П       | 2000 – 2001  | 1      | 0      | 2001 – 2003 | 0      | 0      |
| Юмит Давала            | З       | 2001 – 2002  | 10     | 0      | 2002 – 2004 | 0      | 0      |
| Антонио Касано         | Н       | 2011 – 2012  | 33     | 7      | 2012 – 2013 | 28     | 7      |